# Hans Sachs (Oper)
Hans Sachs ist eine Komische Oper in drei Akten mit gesprochenen Dialogen von Albert Lortzing (LoWV 43). Das Libretto schrieb er selbst zusammen mit Philipp Reger und Philipp Jakob Düringer. Als Vorlage diente ihnen das gleichnamige Schauspiel von Johann Ludwig Deinhardstein. Uraufführung war am 23. Juni 1840 im Stadttheater Leipzig. Eine erweiterte Fassung ging am 25. Mai 1845 im Nationaltheater Mannheim über die Bühne.

## Handlung

### Erster Akt
Görg ist der einzige Lehrling des Nürnberger Schustermeisters und Poeten Hans Sachs. Zu seinen Aufgaben gehört auch, abends die Werkstatt zu säubern. Dabei kommt ihm ein Blatt Papier unter die Finger, auf dem sein Meister ein Liebesgedicht geschrieben hat. Es gefällt ihm so gut, dass er gleich den Plan hegt, es bei Gelegenheit seiner geliebten Kordula vorzutragen und es als sein eigenes Werk auszugeben.
Gegenüber Sachsens Schusterwerkstatt hat der Goldschmied Steffen sein Atelier. Er hat eine hübsche Tochter namens Kunigunde. Diese geht dem Schustermeister gerade nicht aus dem Kopf. Plötzlich reißt ihn der Gedanke, dass morgen ja ein Sängerwettstreit stattfindet, für den er als Teilnehmer gemeldet ist, aus seinen Träumen. Er sinniert, worüber er wohl am besten singen soll. Doch es dauert nicht lange, da wird er in seiner Ruhe gestört. Eoban Hesse, ein Ratsherr aus Augsburg, betritt die Werkstatt. Er bringt nicht nur einen kaputten Schuh zur Reparatur, sondern gibt auch mächtig an. Nebenbei bemerkt er, der Verlobte seiner Nachbarin Kunigunde zu sein. Diese Nachricht versetzt Hans Sachs einen solchen Schlag, als würde sein Kopf zwischen einen Schraubstock gepresst.
Görg empfiehlt seinem Meister, einfach Kunigunde gegenüberzutreten und ihr eine Liebeserklärung zu machen, dann werde er schon merken, für welchen Verehrer ihr Herz schlage.
Kunigunde unterhält sich in der Gartenlaube mit ihrer Kusine Kordula. Plötzlich stößt Görg – seinem Meister vorauseilend – zu den beiden, um sie darauf vorzubereiten, was gleich passieren werde. Es dauert auch nicht lange, bis Hans Sachs auftaucht. Im Gespräch mit Kunigunde wird ihm klar, dass der Augsburger Ratsherr keine Konkurrenz für ihn bedeutet. Jetzt will Sachs Nägel mit Köpfen machen und bei Kunigundes Vater um ihre Hand anhalten. Als Zeitpunkt fasst er das Ende des morgigen Wettsingens ins Auge.
Meister Steffen ist nicht nur Goldschmied, sondern auch Nürnbergs Bürgermeister. Durch dieses Amt ist er voll damit ausgelastet, den morgigen Wettkampf vorzubereiten. Dass ausgerechnet jetzt seine Tochter von ihm verlangt, den Plan, sie mit dem Augsburger zu verbinden, fallen zu lassen, passt ihm überhaupt nicht in den Kram.

### Zweiter Akt
Der Sängerwettstreit ist in vollem Gange. Eoban Hesse und Hans Sachs haben das Finale erreicht. Hesse trägt zwar einen halbwegs guten Text über den alttestamentlichen Absalom vor, doch bei der Ausführung hapert es gewaltig. Ganz anders klappt es bei Hans Sachs. Seine edlen Verse über die Liebe und das Vaterland begeistern das Publikum. Es ist weder zu übersehen noch zu überhören, wer der Liebling des Volkes ist. Doch Volkes Stimme ist nicht gefragt, wenn es darum geht, einen Sieger zu küren. Die Entscheidung obliegt allein dem Bürgermeister, und dessen Urteil war schon gefällt, bevor die Kandidaten zum Wettstreit antraten: Zum Sieger wird Eoban Hesse erklärt. Mögen Nürnbergs Bürger auch noch so sehr dagegen protestieren, die Entscheidung ist unumstößlich.
Hans Sachs kann dies alles nicht fassen. Sein Lebenstraum ist zerstört. Es hat jetzt auch keinen Sinn mehr, beim Goldschmied und Bürgermeister Hesse um Kunigundes Hand zu bitten. Er beschließt, seiner Heimatstadt den Rücken zuzukehren.
Der Sängerwettstreit ist nun zwar abgehakt, aber die Feier ist noch nicht zu Ende. Görg sieht seine Stunde gekommen. Stolz tritt er vor seine geliebte Kordula und trägt das von ihm gefundene Gedicht vor. Kordula gibt sich zwar geschmeichelt, sagt ihm aber offen ins Gesicht, dass er das Werk gestohlen habe. Sie erkenne an der Schrift, wer der wahre Verfasser sei. Gekränkt wirft der Schusterjunge das Blatt fort.
Zwei Bogenschützen des Kaisers entdecken den weggeworfenen Zettel. Als sie den Text lesen, kommt ihnen der Gedanke, das Blatt ihrem Herren zukommen zu lassen; denn sie wissen, dass er gute Lyrik sehr schätzt.
Kunigunde ist nicht entgangen, dass Hans Sachs von ihrem Vater betrogen worden ist. Sie will deshalb mit ihm die Stadt verlassen. Als der Augsburger Ratsherr den Plan bemerkt, trägt er dem Bürgermeister zu, Sachs wolle seine Tochter entführen. Jetzt reicht es dem Stadtoberhaupt. Kraft seines Amtes entzieht er dem Schustermeister das Bürgerrecht und verbannt ihn ganz offiziell aus der Stadt. Nur Görg hält zu seinem Meister.

### Dritter Akt
Wieder einmal führt der Weg Kaiser Maximilian nach Nürnberg, um hier einen Reichstag abzuhalten. Wenn er hier eh schon zu tun hat, will er so nebenbei den Autor der schönen Verse, die ihm seine Bogenschützen aus dieser Stadt mitgebracht hatten, kennenlernen. Als sich der Bürgermeister und seine Ratsherren nicht zu helfen wissen, gibt sich Eoban Hesse als Verfasser des Gedichtes aus.
Hans Sachs und sein Lehrjunge haben vom Besuch des Kaisers erfahren. Sie wollen ihn unbedingt sehen und kehren deshalb nach Nürnberg zurück. Nach einigen Wirren wird Eoban Hesse als Schwindler entlarvt. Nun ist er es, der die Stadt verlassen muss. Hans Sachs erhält sein Bürgerrecht zurück und darf endlich seine geliebte Kunigunde in die Arme schließen. Bald wird er sie zum Traualtar führen. Jubelchöre des Volkes auf den Kaiser beenden die Oper.

## Instrumentation
Die Orchesterbesetzung der Oper enthält die folgenden Instrumente:
- Holzbläser: zwei Flöten (2. auch Piccolo), zwei Oboen, zwei Klarinetten, zwei Fagotte
- Blechbläser: vier Hörner, zwei Trompeten, drei Posaunen
- Pauken, Schlagzeug: Trommel, Triangel
- Streicher
- Bühnenmusik auf der Szene: Glocke
- Bühnenmusik hinter der Szene: Blasorchester

## Tonaufnahmen

### Gesamtaufnahmen und Querschnittproduktionen
- 1950 – Gesamtaufnahme mit Dialogen (Bearbeitete Fassung) – Max Loy (Dirigent), Nürnberger Singgemeinschaft, Fränkisches Landesorchester 
mit Karl Schmitt-Walter (Hans Sachs), Friederike Sailer (Kunigunde), Karl Mikorey (Görg), Margot Weindel (Cordula), Richard Wölker (Eoban Hesse), Max Kohl (Meister Steffen), Albert Vogler (Kaiser Maximilian), Hermann Guttendobler (Merker), Heinz Breitschaft (Ratsherr) 
Walhall (2 CD), Memories (2 CD), Mono, (Überspielung einer Radioproduktion)
- 1983 – Gesamtaufnahme mit Dialogen (Live-Mitschnitt) – Fritz Weisse (Dirigent), Berliner Konzertchor, Symphonisches Orchester Berlin 
mit Jörn W. Wilsing (Hans Sachs), Gabriele Maria Ronge (Kunigunde), Ulrich Reß (Görg), Andrea Trauboth (Cordula), Friedrich Lenz (Eoban Hesse), Ivo Ingram (Meister Steffen), Martin Blasius (Kaiser Maximilian), Andreas Bauer (Merker) 
Hamburger Archiv für Gesangskunst (2 CD), Stereo
- 2001 – Gesamtaufnahme mit Dialogen (Live-Mitschnitt) – Till Drömann (Dirigent), Chor der Städtischen Bühnen Osnabrück, Osnabrücker Symphonieorchester 
mit Ulrich Wand (Hans Sachs), Kate Radmilovic (Kunigunde), Mark Hamman (Görg), Marlene Mild (Cordula), Hans-Hermann Ehrich (Eoban Hesse), Michail Milanov (Meister Steffen), Gerard Quinn (Kaiser Maximilian), Silvio Heil (Merker), Tadeus Jedras (1. Ratsherr, 1. Bogenschütze), Franz-Josef Mertens (2. Ratsherr), Stefan Kreimer (2. Bogenschütze) 
Ars Production (2 CD), Stereo

### Einzelaufnahmen (Auswahl)
- 1985 – Ouvertüre 
Adolf Fritz Guhl (Dirigent), Großes Rundfunk Orchester Leipzig 
MarcoPolo (1 CD), Stereo

- 2017 – Ouvertüre 
Jun Märkl (Dirigent), Malmö Opera Orchestra 
Naxos (1 CD), Stereo

- 2023 – Ballettmusik 
Ernst Theis (Dirigent), WDR Funkhausorchester 
CPO Classic Production Osnabrück (1 CD), Stereo, (Co-Produktion mit WDR)